# Carpocoris pudicus
Carpocoris pudicus (Poda 1761), врста стенице која припада фамилији Pentatomidae.

## Распрострањење
Врста је широко распрострањена у већем делу централне и јужне Европе , насељава и Блиски исток и Кавкаски регион. У Србији је широко распрострањена врста, честа на висинама до 1000 м надморске висине.

## Опис
Врсте из рода Carpocoris имају овално тело, карактеристичне обојености, углавном је то комбинација наранџасте, жућкасте, браон или љубичасте боје. У Србији срећемо четири сличне врсте: Carpocoris melanocerus, C. pudicus, C. purpureipennis и C. fuscispinus. Обојеност C. pudicus је најсличнија врсти C. purpureipennis од које се и најтеже разликује. C. pudicus је нешто шаренија и има истакнутије боје, и готово увек има уздужне пруге на пронотуму као и црне мрље на штитићу. Такође се може разликовати по завршном делу штитића, који код ове врсте има карактеристичан оштар усек са обе стране. Ипак за најсигурнију идентификацију је неопходно прегледати парамере мужјака (дисекција гениталног апарата). Грудни део је ужи или исте ширине као пронотум. Дужина тела је око 11 mm.

## Биологија
Одрасле јединке се могу срести већ од априла али у Србији су најбројније ипак током летњих месеци (јун, јул и август). Врста је полифагна, храни се на различитим биљним врстама, најчешће су то биљке из породица Apiaceae, Asteraceae и Poaceae.

## Синоними
- Cimex pudicus Poda, 1761
- Carpocoris atroscutellatus Halászfy, 1955
- Cimex carneus Gmelin, 1790
- Cimex cinctus Schrank, 1776
- Cimex incarnatus Goeze, 1778
- Carpocoris nigromaculata Tamanini, 1959
- Carpocoris obscurata Tamanini, 1959
- Pentatoma pallida Dallas, 1851
- Pentatoma wilkinsonii Westwood, 1837